# Мурав'ївська (пам'ятка природи)
Мурав'ї́вська — гідрологічна пам'ятка природи загальнодержавного значення в Україні. Розташована в Новгород-Сіверському районі Чернігівській області, неподалік від села Мурав'ї. 
Площа 40 га. Створена в 1996 році. Перебуває у віданні Мурав'ївської сільської ради. 
Пам'ятка включає озера Омут, Старуха і Судак, які розташовані на лівобережній частині заплави Десни, в районі впадіння річки Судость. Територія гідрологічної пам'ятки являє собою комплекс заплавних озер Десни та її притоки Судості з типовими заболоченими і справжньолучними ділянками, навколоводними і болотними орнітокомплексами. 
Вища водна рослинність даної території розвинена досить добре й оточує озера, утворюючи смугу. Вона представлена ценозами прибережно-водних угруповань, які оточують озера вздовж північних та південно-східних берегів, та ценозами справжньої водної рослинності, які найбільшу площу займають у південній частині озер. Серед водної рослинності на озерах поширені ценози водяного горіха плаваючого (Trapa natans), латаття сніжно-білого (Nymphaea Candida), латаття білого (Nymphaea alba) та глечиків жовтих (Nuphar luteum). Прибережно-водна рослинність представлена формаціями з домінуванням осоки гострої (Carex acuta) та лепешняку великого (Glyceria maxima). Гостроосокові угруповання поширені вздовж усієї берегової лінії озер у вигляді неперервних або розривчастих смуг. Серед видів гідрофільного різнотрав'я слід відзначити підмаренник болотний (Galium palustre), м'яту водяну (Mentha aquatica), частуху подорожникову (Alisma plantago-aquatica), вовче тіло болотне (Comarum palustre). Угруповання лепешняку великого пов'язані з мілководними ділянками з мулисто-піщаними донними відкладеннями. Серед асектаторів слід відзначити півники болотні (Iris pseudacorm), частуху подорожникову (Alisma plantago-aquatica), вех широколистий (Sium latifolium), лепеху звичайну (Acorns calamus). 
Із видів, занесених до Червоної книги України, трапляються водяний горіх плаваючий (Trapa natans) і сальвінія плаваюча (Salvinia natans). 
Із угруповань, занесених до Зеленої книга України, слід відзначити ценози водяного горіха плаваючого, латаття білого, латаття сніжно-білого, глечиків жовтих та плавуна щитолистого. 
Наявність досить збережених ділянок рослинності визначає значну різноманітність тварин. З видів тварин, які занесені до Європейського Червоного списку, водяться видра річкова (Lutra lutra), п'явка медична (Hirudo medicinalis), коромисло зелене (Aeshna viridis), плавунець широкий (Dytiscus latissimus). Із видів тварин, які занесені до Червоної книги України, слід відзначити видру річкову, журавля сірого (Grus grus), кулика-сороку (Haematopus ostralegus), дозорця-імператора (Anax imperator). 
Гідрологічна пам'ятка природи загальнодержавного значення Мурав'ївська — це важливий гідрологічний об'єкт із групою рідкісних реліктових видів рослин та їх угруповань. Вона має флористичну та ценотичну цінність і є важливою для збереження типових заплавних комплексів водойм півночі Лівобережного Полісся.